# The Holy Bible
The Holy Bible ist das dritte Album der walisischen Rockband Manic Street Preachers. Es wurde im August 1994 veröffentlicht. Obwohl es zur Zeit der Veröffentlichung ein Flop war, gilt es heute als Klassiker des Alternative Rocks, vor allem auf Grund der äußerst düsteren und verstörenden Atmosphäre des Werks. Es ist das letzte noch mit Richey James Edwards aufgenommene Album der Band.

## Bedeutung
The Holy Bible gilt bis heute als das unerschlossenste Werk der Band. Charakterisiert wird es vor allem durch die unkonventionellen Melodien, die zerbrechliche Stimmung und die äußerst düsteren Texte, die beinahe ausschließlich vom psychisch kranken Texter Edwards geschrieben wurden. Der Titel The Holy Bible (zu deutsch „Die heilige Bibel“) zeigt den bitteren Sarkasmus auf, der einige der Songs begleitet. Den Grund für diesen Titel erklärt Edwards damit, dass genauso wie die Bibel früher die Wahrheiten ihrer Zeit enthielt, enthält The Holy Bible ebenfalls die Wahrheiten der heutigen Zeit.
Das Album handelt von Tabuthemen wie Misanthropie, Depression und Selbstverletzung, auch wenn bei einigen Liedern der Sinn des Texts nur sehr schwer zu erkennen ist. Fast jedes Lied auf dem Album beginnt mit einem gesprochenen Sample aus Filmen, Dokumentationen oder Interviews. Obwohl die Scheibe es bis auf Platz 6 der britischen Charts schaffte, war sie ein ökonomischer Flop. Es ist bis heute das am schlechtesten verkaufte Album der Band, was vor allem auf den nicht-massentauglichen Inhalt und die untypische Vorab-Single Faster/P.C.P. zurückzuführen ist. Trotzdem wurde das Album von Kritikern (insbesondere in Großbritannien) in allen Maßen gelobt. Das Q Magazine wählte es auf Platz 67 der besten Alben aller Zeiten. Kritisiert wurde die Band (die stark mit dem linken Flügel sympathisiert) für das Guerilla-eske Auftreten auf Konzerten und in den Musikvideos zu Faster, Revol und She Is Suffering.

## Titelliste
Alle Texte wurden von Richey James Edwards und Nicky Wire geschrieben, die Musik von James Dean Bradfield und Sean Moore, außer wo anders notiert.
1. Yes – 4:59
2. Ifwhiteamericatoldthetruthforonedayit'sworldwouldfallapart – 3:39 (T: Wire)
3. Of Walking Abortion – 4:01
4. She Is Suffering – 4:43
5. Archives of Pain – 5:29
6. Revol – 3:04
7. 4st 7lb – 5:05 (T: Edwards)
8. Mausoleum – 4:12
9. Faster – 3:55
10. This Is Yesterday – 3:58 (T: Wire)
11. Die in the Summertime – 3:05 (T: Edwards)
12. The Intense Humming Of Evil – 6:12
13. P.C.P. – 3:55